# Hilda Hongell
Hilda Hongell, née le 16 janvier 1867 à Mariehamn et morte le 10 juin 1952 à Kokkola, est une architecte finlandaise. Elle est la première femme à obtenir un diplôme de maître d'œuvre en Europe.
Adolescente, elle apprend l'architecture auprès de son père et dessine ses premières maisons. Elle commence à étudier à l'École industrielle d'Helsinki en 1891, avec un statut qui ne lui permet pas d'obtenir de diplôme, compte tenu de son sexe. Cependant elle parvient à obtenir le statut d'étudiant régulier et reçoit son diplôme de maître d'œuvre en 1893. Employée d'un cabinet d'architecture à Helsinki en 1896, elle travaille ensuite avec son mari, lui aussi architecte.
Dans les années 1890, elle participe activement à l'urbanisme de Mariehamn, petite ville balnéaire qui attire de plus en plus de touristes. Elle est la principale architecte de la ville et y conçoit une centaine de maisons, dans un style moderne et bourgeois, influencé par les nouvelles tendances qu'elle apprend à Helsinki.
Elle ralentit sa carrière après la naissance de ses enfants, et ne travaille plus après 1928. Hongell est complètement oubliée par la suite, et son travail et son influence ne sont redécouverts que dans les années 1980.
Elle est la mère du designer Göran Hongell.

## Biographie
Hilda Sjöblom naît le 16 janvier 1867 à Mariehamn, ville fondée en 1861 dans les îles Åland. Son père, Johan Sjöblom, ancien pilote[De quoi ?] et personnalité importante de la ville, dessine des maisons pour les habitants dans son temps libre,. C'est à ses côtés que Hongell commence à apprendre l'architecture, dessinant dès l'adolescence une grande partie des bâtiments que signe son père. Elle reprend le cabinet de son père à sa mort en 1889. En 1891, elle obtient une autorisation pour s'inscrire à l'École industrielle d'Helsinki. Elle y reçoit le statut d'élève supplémentaire, comme d'autres étudiantes avant elle (Adèle Nikander, Alma Hokkanen, Hilda Ekqvist), un statut qui ne permet pas d'obtenir un certificat de fin d'études. Hongell travaille dur pour obtenir le statut d'étudiant régulier, et est la première femme en Europe à obtenir un diplôme de maître d'œuvre, en 1893,. Quelques années avant elle, en 1890, Signe Hornborg est la première femme à obtenir un diplôme d'architecte en Finlande, puis dans les années 1890 Wivi Lönn est la première à travailler en indépendante.
Hongell choisit de continuer ses études, notamment pour rester proche de son futur mari, Sanfrid Hongell, un étudiant de l'École industrielle,. Elle suit des cours de dessin à l'Association des arts de Finlande, et donne parfois des cours d'arts plastiques ou de musique. En 1896, elle est employée dans le cabinet d'architecture d'Elia Heikel et Selim Lindqvist à Helsinki, où elle travaille avec Signe Hornborg,. Elle reçoit en même temps des commandes pour les îles Åland.
Elle épouse Sanfrid Hongell en 1897. Les époux travaillent ensemble au sein de leur propre entreprise, S & H Hongell. Le couple a six enfants, et Hilda Hongell ralentit considérablement sa carrière pour s'occuper d'eux. Son dernier dessin connu date de 1928,. Elle meurt à Kokkola le 10 juin 1952.

## Rôle dans l'urbanisme de Mariehamn

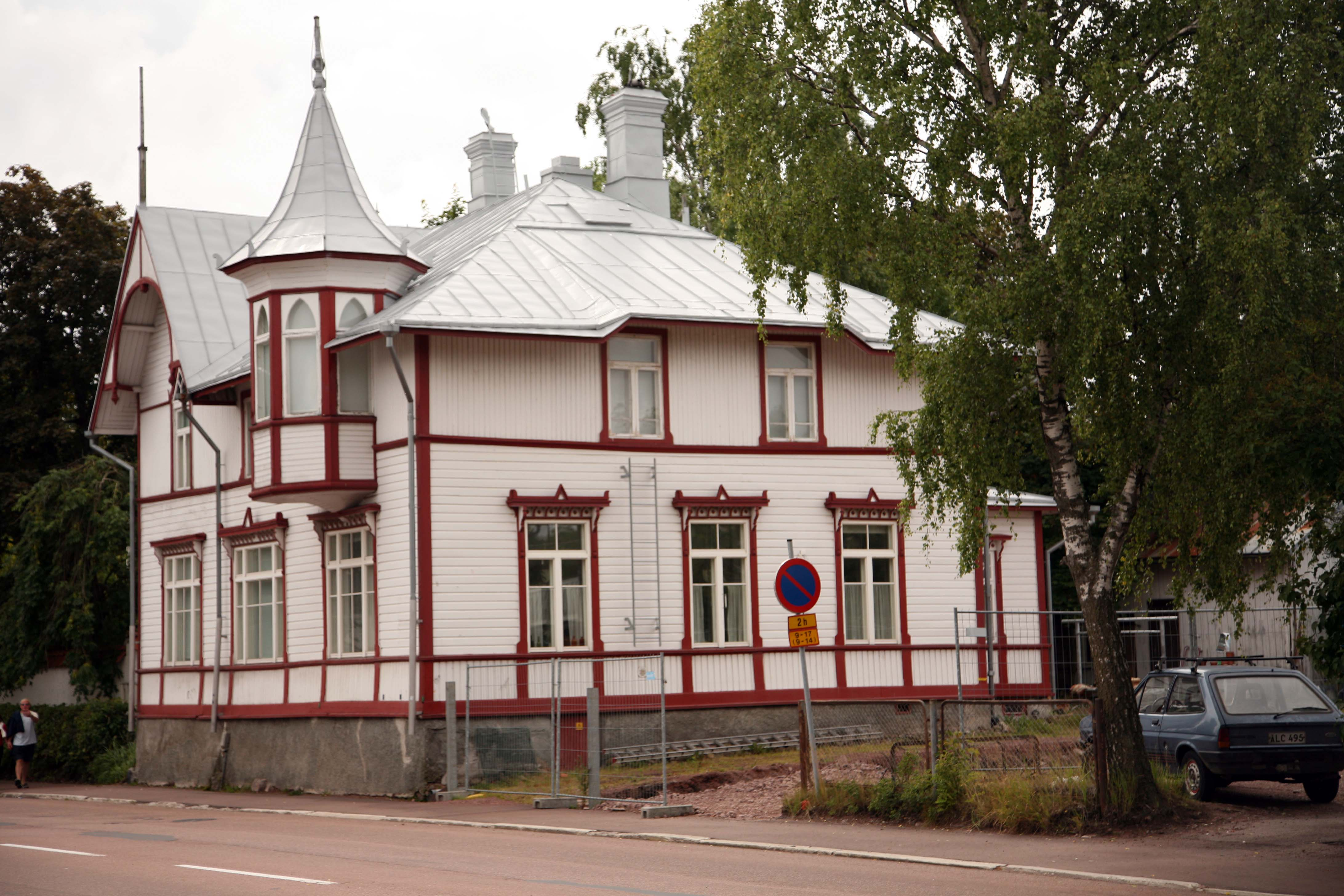
Maison conçue par Hongell à Mariehamn, 1897.

Dans les années 1890, alors que le tourisme est en pleine augmentation à Mariehamn, la ville a un fort besoin de nouveaux bâtiments d'apparence moderne. Les connaissances de Hongell en architecture et sa capacité à concevoir des façades modernes lui apportent de nombreuses commandes, au point qu'elle devient la principale architecte de la ville avec Lars Sonck. 74% des dessins d'architecture conservés aux archives de Mariehamn, pour la période 1890-1900, sont signés de Hongell, et elle conçoit au total une centaine de bâtiments. Elle impose un nouveau style d'architecture, plus bourgeois, qui diffère des maisons traditionnelles. Les maisons qu'elle conçoit pour Mariehamn sont influencées par les nouvelles tendances qu'elle voit dans son cabinet d'architecture à Helsinki. Ses maisons mélangent le style chalet et le style néo-classique, avec des façades très ornées, des tourelles et des fenêtres en pointe.

## Postérité
Malgré sa contribution importante à l'urbanisme de la ville, Hongell a été totalement oubliée à Mariehamn jusqu'aux années 1980. Elle est mise en lumière par la chercheuse Renja Suominen-Kokkonen au cours d'une enquête sur les étudiantes de l'École industrielle. Hongell est restée si discrète au sujet de sa carrière que ses enfants n'étaient pas au courant de tous les bâtiments qu'elle avait conçus. Elle est aujourd'hui mise en avant comme faisant partie des principaux architectes de Mariehamn,. Plusieurs des maisons qu'elle a conçues ont été fortement modifiées dans les années 1960 et 1970, et sont aujourd'hui restaurées. Sur la centaine de bâtiments construits selon ses plans, quarante-quatre sont encore debout.